# 木場

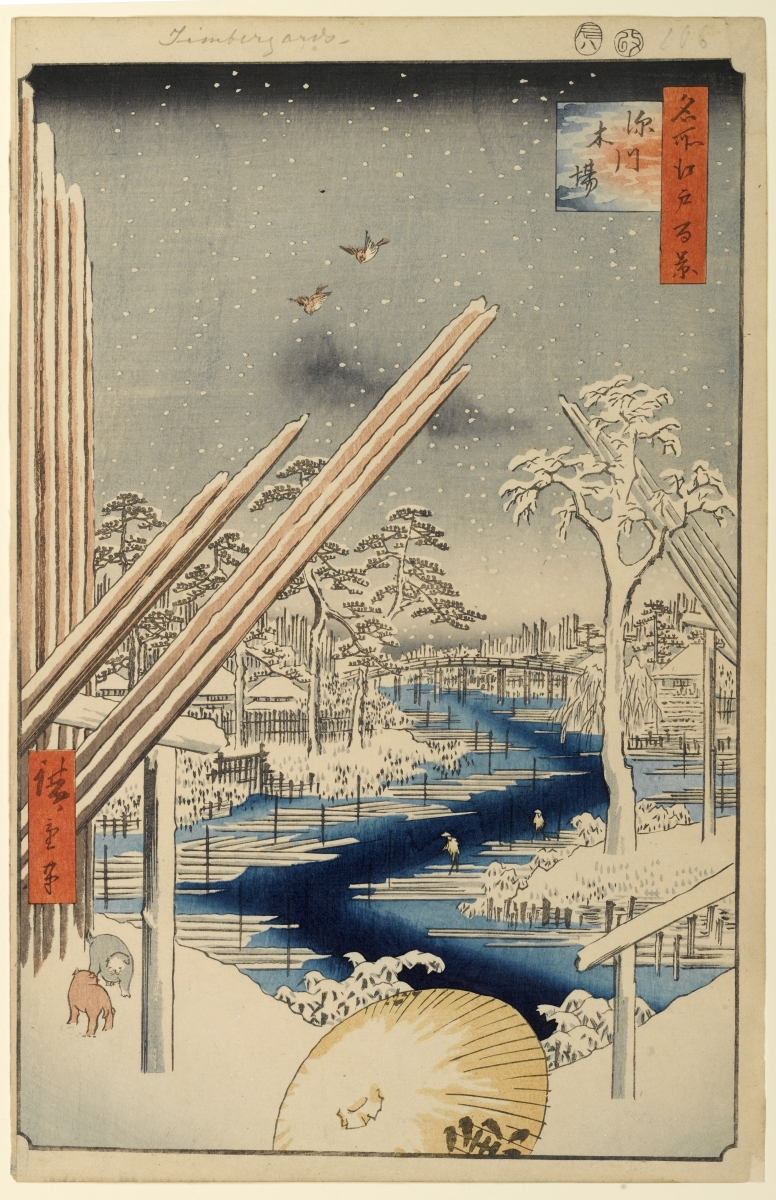
廣重「名所江戶百景」的「深川木場」。

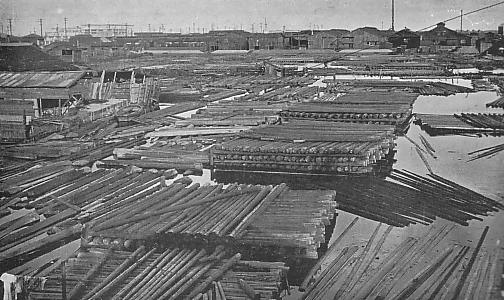
戰前（1933年）的木場

木場（日语：／ Kiba */?）是東京都江東區的町名。郵遞區號為135-0042。

## 地理
深川地域內。北至仙台堀川，接深川、平野。東鄰東陽。南至汐濱運河，接鹽濱。西至平久川，接冬木、富岡、牡丹、古石場。
區內的木場公園跨越平野、三好，範圍廣大（公園內的東京都現代美術館在三好）。

## 歷史
此地的木場（貯木場）設於隅田川河口，江戶時代初期起成為江戶的建材集貨場。尤其江戶在明曆大火等大火發生後，紀州等地的大量木材運至木場堆放。
明治維新以後，海岸開始填埋造陸，木場逐漸遠離海岸。1969年，貯木場轉至新木場，舊址改建為木場公園。

## 語源
本地過去為木場，意為貯木場。

## 交通

### 鐵路
- 東京地下鐵東西線 ○木場站

### 道路

#### 一般道路
- 東京都道10號東京浦安線（永代通）
- 東京都道319號環狀三號線（三目通）
- 東京都道475號永代葛西橋線（葛西橋通）

#### 高速道路
首都高速道路出入口
- 首都高速9號深川線
- 木場出入口
- 鹽濱入口

## 備註
1. ↑  江東区の世帯と人口（住民基本台帳による） 区民部区民課 平成25年8月1日現在[永久]

## 外部連結
- 江東區官方網站 （页面存档备份，存于）